# Москери (Тренто)
Москери је насеље у Италији у округу Тренто, региону Трентино-Јужни Тирол.
Према процени из 2011. у насељу је живело 333 становника. Насеље се налази на надморској висини од 520 м.